# 夏石鈴子
夏石 鈴子（なついし すずこ、1963年2月8日 - ）は、日本の小説家、エッセイスト。仕事を持つ女性、主婦、母親の視点から描いた小説のほか、新明解国語辞典に関するエッセイなどを発表している。

## 略歴
東京都出身。1976年、13歳の誕生日に父から新明解国語辞典を贈られる。1983年上智短期大学英語科卒業後、文藝春秋に入社。
1992年、月刊誌「文藝春秋」編集部在籍時には、配属後初の編集会議で赤瀬川原平に新明解国語辞典について執筆してもらうという企画を提案、採用される。この企画は文藝春秋1992年7月号に赤瀬川原平の「フシギなフシギな辞書の世界」として実現。。
一方、1997年に友人の編集者に請われて季刊文芸誌リトルモア創刊号に短編小説「バイブを買いに」を寄稿し、これにいくつかの作品を加えた短編集『バイブを買いに』が翌1998年にリトル・モア社から出版される。会社員としての仕事をこなしながら、出版社の受付嬢としての体験をもとに『いらっしゃいませ』を、「主婦」という言葉をモチーフに『夏の力道山』を執筆するなど、仕事を持つ女性や母親、主婦の視点からなにげない日常とこころの揺らぎを描く。
また新明解国語辞典に関するエッセイとして、第五版発売後に『新解さんの読み方』（単行本上梓時は鈴木マキコ名義であった。）、第六版発売後に『新解さんリターンズ』を発表している。
2007年には映画監督の荒戸源次郎と結婚。3年間の別居を経て同居生活に戻り、2014年に離婚。

## 作品

### 小説
- 『バイブを買いに』（1998年、リトルモア/2001年10月、角川文庫）
  - 「バイブを買いに」：初出『リトルモア』Vol.1（創刊号・夏の号）
  - 「やっとお別れ」：初出『リトルモア』Vol.5（夏の号）
  - 「ばかおんな・ばかおとこ」：初出『リトルモア』Vol.6（秋の号）
  - 「心から」：書き下ろし
  - 「ママ」：初出『リトルモア』Vol.2（秋の号）
  - 「虫の女」：初出『リトルモア』Vol.3（冬の号）
  - 「白い花、そして赤い実」：初出『リトルモア』Vol.4（春の号）
  - 「おはようを言うために」：書き下ろし
- 『家内安全』（2002年、マガジンハウス/2007年3月、ちくま文庫）
  - 「ゆっくり進む船が行く」
  - 「鉄紺」：初出『鳩よ!』2001年10月号
  - 「ぬるぬる」：初出『鳩よ!』2001年1月号
  - 「ショートストーリーズ」：初出、平間至写真展「だいじょうぶ？」（2001年）
  - 「きっと、大丈夫」「良人」「うふふ」「埴生の宿」「別れてのち、三年」「Motor drive」）
  - 「家内安全」：初出『鳩よ!』2002年3月号 - 4月号
- 『いらっしゃいませ』（2003年、朝日新聞社/2006年3月、角川文庫）
  - 初出：季刊文芸誌『小説トリッパー』2002年春季号 - 冬季号連載。
- 『愛情日誌』（2004年、マガジンハウス）のち角川文庫　
  - 「おでかけ」『小説新潮』2003年6月号
  - 「愛情日誌」書き下ろし
  - 「催花雨」：初出『ウフ.』2003年6・7・8号（マガジンハウス）
- 『夏の力道山』（2006年、筑摩書房）
  - 初出：Webちくま2005年9月 - 2006年3月
- 『逆襲！　にっぽんの明るい奥様』マガジンハウス、2008
- 『今日もやっぱり処女でした』（角川学芸出版、2008）
- 『きのうと同じに見えるけど』角川学芸出版、2009
- 『わたしのしくみ』角川書店 2012

### エッセイ
- 『新解さんの読み方』（1998年、リトルモア（鈴木マキコ名義）/2003年、角川文庫）
- 『きっと、大丈夫』（2001年　マガジンハウス/2006年、角川文庫）
  - 平間至との共著。初出は『鳩よ!』1999年11月 - 2001年6月
- 『新解さんリターンズ』（2005年、角川文庫）
- 『虹色ドロップ』（2010年、ポプラ社）